# Arping
Arping ist ein Softwarewerkzeug zum Entdecken und Untersuchen von Rechnern in einem Netzwerk. Arping untersucht das mit dem Rechner verbundene Netzwerk durch das Senden von Link-Layer-Frames unter Verwendung der Address Resolution Protocol (ARP)-Anfrageprozedur. Diese werden an einen Rechner gesendet, der durch die MAC-Adresse seiner Netzwerkschnittstelle identifiziert wird. Das Programm kann ebenfalls vom Benutzer angegebene IP-Adressen mittels ARP auflösen.
Die Arbeitsweise von arping verhält sich analog zum Systemwerkzeug ping für das Untersuchen des Netzwerks mittels Internet Control Message Protocol (ICMP) auf der Internet Layer der Internet Protocol Suite.
Es existieren zwei verbreitete arping-Implementierungen. Eine ist Teil der Linux-iputils-Suite und kann keine MAC-Adressen in IP-Adressen auflösen. Die andere arping-Implementierung, geschrieben von Thomas Habets, kann Rechner sowohl über die MAC-Adresse als auch über die IP-Adresse anpingen und bietet weitere Funktionen. Beide arping-Implementierungen auf einem System eingerichtet zu haben, kann zu Konflikten führen. Einige Linuxdistributionen entfernen deshalb iputils arping zusammen mit abhängigen Paketen, wie NetworkManager, wenn Habets' arping installiert wird. Andere (z. B. Debian-basierte Distributionen wie Ubuntu) haben iputils-arping in getrennte Pakete aufgeteilt, um dieses Problem zu vermeiden.
In Netzwerken, die Repeater mit Proxy-ARP einsetzen, kann die ARP-Antwort von diesen Proxy-Rechnern stammen, anstatt direkt vom untersuchten Zielrechner.

## Beispiel
arping-Ausgabe einer Beispielsitzung von iputils:
```
ARPING 192.168.39.120 from 192.168.39.1 eth0
Unicast reply from 192.168.39.120 [00:01:80:38:F7:4C]  0.810ms
Unicast reply from 192.168.39.120 [00:01:80:38:F7:4C]  0.607ms
Unicast reply from 192.168.39.120 [00:01:80:38:F7:4C]  0.602ms
Unicast reply from 192.168.39.120 [00:01:80:38:F7:4C]  0.606ms
Sent 4 probes (1 broadcast(s))
Received 4 response(s)

```

Ausgabe einer Beispielsitzung von Thomas Habets' arping:
```
ARPING 192.168.16.96
60 bytes from 00:04:5a:4b:b6:ec (192.168.16.96): index=0 time=292.000 usec
60 bytes from 00:04:5a:4b:b6:ec (192.168.16.96): index=1 time=310.000 usec
60 bytes from 00:04:5a:4b:b6:ec (192.168.16.96): index=2 time=256.000 usec
^C
--- 192.168.16.96 statistics ---
3 packets transmitted, 3 packets received,   0% unanswered (0 extra)

```